# 密尔沃基码头灯塔
密尔沃基码头灯塔（英語：Milwaukee Pierhead Light）是美國威斯康辛州的一座灯塔，位于密尔沃基市中心以南的密尔沃基港。1872年，該燈塔建成啟用。